# Rossi X-ray Timing Explorer
Rossi X-ray Timing Explorer neboli RXTE je rentgenový teleskop určený k mapování časové struktury kosmických zdrojů rentgenového záření, jako jsou černé díry, neutronové hvězdy, rentgenové pulsary a rentgenové dvojhvězdy.
Start se konal 30. prosince 1995 ve 13:48:00 UTC na odpalovacím komplexu 17 na Mysu Canaveral. Pro vynesení byla použita nosná raketa Delta II typ 7920-10. Oběžná dráha byla zpočátku ve výšce 565×585 km se sklonem 22,99° a dobou oběhu 96,18 minu. Po více než čtrnácti letech činnosti oběžná dráha klesla na 476×489 km a doba oběhu se zkrátila na 94 minut (údaje z června 2010).
Data získaná RXTE posloužila jako podklad pro více než 1400 vědeckých prací a mimo jiné poskytla důkaz existence Lensova-Thirringova jevu (také zvaný strhávání časoprostoru), jenž byl předpovězen obecnou teorií relativity .

## Přístrojové vybavení

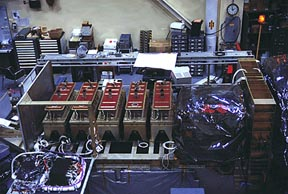
Přístroj PCA

### All-Sky Monitor (ASM)
ASM je určen ke sledování celé oblohy v rentgenové části spektra. Slouží jako detektor náhlých rentgenových záblesků i pro dlouhodobé sledování.
- Energetické rozpětí: 2 - 10 keV
- Časové rozlišení: 70% oblohy za 90 minut (jeden oběh)
- Prostorové rozlišení: 3' × 15' (7,6 × 38 cm)
- Sběrná oblast: 90 cm²
- Detektor: Xenonový proporcionální počítač
- Citlivost: 30 mCrab [poznámka 1]

### Proportional Counter Array (PCA)
PCA je pole proporcionálních počítačů s celkovou sběrnou plochou 6500 cm².
- Energetické rozpětí:2 - 60 keV
- Energetické rozlišení: < 18% při 6 keV
- Časové rozlišení: 1 microsec
- Detektory: 5 proporcionálních počítačů
- Sběrná oblast: 6500 cm²
- Citlivost: 0,1 mCrab

### The High Energy X-ray Timing Experiment (HEXTE)
HEXTE je pole scintilačních detektorů pro zaznamenávání tvrdých rentgenových paprsků.
- Energetické rozpětí: 15 - 250 keV
- Energetické rozlišení: 15% při 60 keV
- Interval měření: 8 mikrosekund
- Detektory: 2 klastry, každý se čtyřmi NaI/CsI scintilačními počítači
- Sběrná oblast: 2 x 800 cm²

### Komunikační systém a ostatní vybavení
RXTE byl oproti předchozím družicím programu Explorer vybaven pokročilou 1 Gigabitovou polovodičovou pamětí, což umožňuje uchovat výsledky měření po dobu až čtyř oběhů. Je také vybaven dvěma vysoko-ziskovými anténami pro přenos telemetrie přes systém TDRS. Pro přenos dat je využit systém CCSDS paketů (standard využívaný NASA pro komunikaci v hlubokém vesmíru). Přesné zaměření v prostoru obstarávají dva detektory hvězd, postavené na základě moderní technologie CCD. Dodávky elektrické energie zajišťují nastavitelné solární panely, které mají výkon 800 wattů.

## Objevy a pozorování

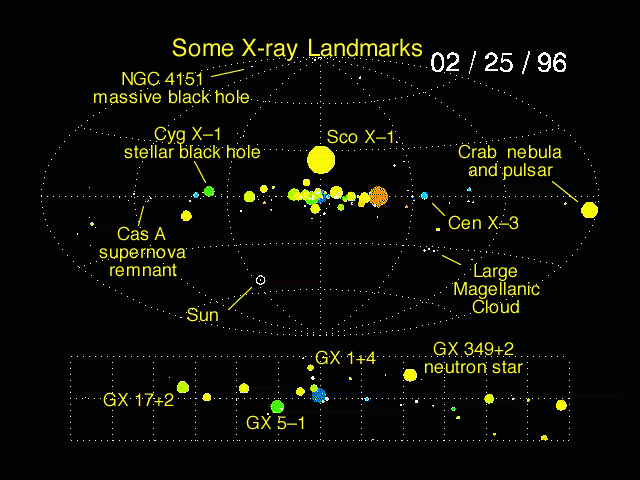
Mapa významných objektů, pozorovaných teleskopem RXTE.

červen 1996 - RXTE pozoroval pulsar GRO J1744-28, který byl objeven v roce 1995 Comptonovou gama observatoří. Pulsar postupně slábl a v polovině května 1996 se zcela vytratil. RXTE pokračoval se sledování a na počátku června opět zaznamenal rentgenové záblesky, přičemž některé z nich trvaly přes 100 sekund. Byly to do té doby nejsilnější pozorované rentgenové záblesky.
červenec 1996 - Byl zaznamenán rentgenový záblesk v binárním systému XY Arietis.
srpen 1996 - Objevena neutronová hvězda s dosud nejvyšší frekvencí rentgenových pulsu. Hvězda 4U1728-34 vysílá pulsy s frekvencí přibližně 1000 hertzů. Frekvence záblesků není konstantní, ale lehce proměnlivá, astronomové pro tento jev používají termín kvazi-periodické oscilace .
říjen 1996 - Zaznamenán rtg záblesk trpasličí novy SS Cygni v Souhvězdí Labutě .
1997 - RXTE společně s IUE pozorovaly galaxii NGC 7469. Bylo to první koordinované sledování v ultrafialové a rentgenové části elektromagnetického spektra .
listopad 1997 - Během pozorování rotující černé díry GRO J1655-40 bylo zjištěno, že nejspodnější část jejího akrečního disku obíhá mnohem blíže než je minimální stabilní dráha pro nerotační černé díry. Podle teorie relativity byla vypočtena rotace černé díry a určena frekvence měkkého rentgenového záření vnitřní části jejího akrečního disku. Tato vypočtená hodnota se shodovala se skutečnými údaji, získanými RXTE. Stejné měření bylo následně provedeno u rotující černé díry GRS 1915+105 a výsledkem byla opět shoda teoretických a naměřených údajů. RXTE tak podal důkaz existence Lens-Thirringova jevu a platnosti obecné teorie relativity   Černá díra prozradila svou rotaci.
únor 1998 - V pozůstatcích supernovy N157B byl objeven doposud nejrychleji rotující mladý pulsar .
duben 1998 - Objeven pulsar vyzařující rentgenové pulsy o délce 2,5 ms.
červen 1998 - Neutronová hvězda SGR 1806-2 byla identifikována jako rentgenový pulsar s extrémně silným magnetickým polem o intenzitě 1014 G.
leden 2004 - Byla pozorována první přeměna pulzaru na magnetar. Nově vzniklý magnetar dostal označení XTE J1810-197
únor 2006 - Pomocí mapy rentgenového pozadí naší galaxie, pořízené RXTE, byly objeveny miliony dosud neznámých objektů.